# Jerzy Dominik
Jerzy Dominik (* 5. Dezember 1964 in Zakopane) ist ein ehemaliger polnischer Eisschnellläufer.

## Werdegang
Dominik, der für den AZS Zakopane startete, wurde viermal polnischer Meister im Sprint-Mehrkampf (1984, 1986–1988) sowie jeweils einmal über 500 m (1988), 1000 m (1988) und 1500 m (1987). Zudem kam er bei polnischen Meisterschaften dreimal auf den dritten Platz und trat international erstmals bei den Juniorenweltmeisterschaften 1983 in Sarajevo in Erscheinung, wobei er den zehnten Platz im Kleinen Vierkampf errang. In der Saison 1985/86 nahm er in Baselga di Piné erstmals am Eisschnelllauf-Weltcup teil und kam dort über 500 m auf die Plätze sechs sowie drei und über 1000 m auf den dritten Platz. Es folgten bei den Weltcups in Davos und Inzell sechs weitere Top-Zehn-Platzierungen und damit abschließend der achte Platz im Weltcup über 1000 m sowie der siebte Rang im Weltcup über 500 m. Zudem lief er bei der Sprintweltmeisterschaft 1986 in Karuizawa auf den 21. Platz. In der Saison 1986/87 wurde er bei der 3-Bahnen-Tournee in Inzell Zweiter im Sprint-Mehrkampf und errang bei der Sprintweltmeisterschaft 1987 in Québec den 33. Platz. In der Saison 1987/88 kam er in Heerenveen mit dem zweiten Platz über 1000 m letztmals im Weltcup aufs Podest und startete im Januar 1988 in Davos letztmals im Weltcup. Dort lief er über 500 m auf die Plätze 20 sowie neun und über 1000 m auf den 20. Platz. Bei der folgenden Sprintweltmeisterschaft 1988 in West Allis erreichte er den 28. Platz. Letztmals international startete er beim Saisonhöhepunkt, den Olympischen Winterspielen 1988 in Calgary. Dort belegte er den 36. Platz über 1500 m, den 28. Rang über 1000 m und den 25. Platz über 500 m.

## Erfolge

### Olympische Spiele
- 1988 Calgary: 25. Platz 500 m, 28. Platz 1000 m, 36. Platz 1500 m

### Sprint-Weltmeisterschaften
- 1986 Karuizawa: 21. Platz Sprint-Mehrkampf
- 1987 Québec: 33. Platz Sprint-Mehrkampf
- 1988 West Allis: 28. Platz Sprint-Mehrkampf

### Mehrkampf-Europameisterschaften
- 1985 Groningen: 19. Platz Kleiner Vierkampf
- 1992 Heerenveen: 17. Platz Kleiner Vierkampf

## Persönliche Bestleistungen
| Disziplin | Zeit         | Datum             | Ort             |
| --------- | ------------ | ----------------- | --------------- |
| 500 m     | 37,55 s      | 17. Januar 1988   | Davos           |
| 1000 m    | 1:15,01 min  | 22. November 1987 | Heerenveen      |
| 1500 m    | 1:58,20 min  | 29. Februar 1983  | Alma Ata        |
| 3000 m    | 4:26,43 min  | 30. Dezember 1987 | Inzell          |
| 5000 m    | 7:37,03 min  | 15. Januar 1986   | Baselga di Piné |
| 10.000 m  | 16:45,00 min | 18. Dezember 1982 | Warschau        |